# Логички систем
У формалној логици, формални систем (такође логички систем, логички рачун или просто логика) се састоји од формалног језика и скупа правила извођења и(ли) аксиома. Ове компоненте могу да се називају дедуктивним системом или дедуктивним апаратом. Формални систем се користи за извођење (закључивање) једног израза из једног или више претпостављених (аксиома) или изведених (теорема) израза. Формални систем може бити формулисан и проучаван због својих унутрашњих својстава, или може бити намењен опису (то јест моделовању) спољашњих феномена.

## Преглед
Сваки формални систем има свој формални језик, који се састоји од примитивних симбола. Ови симболи поштују одређена правила формирања која су дата извођењем из скупа аксиома. Систем се тако састоји од формула добијених коначним комбинацијама примитивних симбола, а које су (формуле) добијене из аксиома у складу са датим правилима.
Формални системи у математици се састоје од следећих елемената:
1. Коначног скупа симбола (то јест азбуке), који могу да се користе за грађење формула (коначних ниски симбола).
2. Граматике, која говори како се од симбола азбуке граде добро дефинисане формуле. Обично се захтева да постоји процедура одлучивања која говори да ли је нека формула добро дефинисана или није.
3. Скуп аксиома или аксиомска схема: свака аксиома мора да буде добро дефинисана формула.
4. Скуп правила извођења.

Формални систем се назива рекурзивним (то јест ефективним) ако су скупови аксиома и правила извођења одлучиви скупови или полуодлучиви скупови.